# Donationware
Donationware je licenční model distribuce software, kdy autor poskytuje plně funkční, nijak neomezený produkt a žádá uživatele o poskytnutí dobrovolného příspěvku - buď pro nějakou neziskovou či charitativní organizaci, nebo na osobní konto autora, obvykle pro udržení vývoje produktu nebo pro úhradu nákladů pro zpřístupnění produktu (například pro provoz serveru). Jde o druh freeware, jelikož platba je nepovinná, po zaplacení nejsou v produktu zpřístupněny pokročilé možnosti ani není platba podmínkou pro řádné získání licence. Je však možné, že po zaplacení získá uživatel nějaký bonus - například zdrojový kód (příkladem může být videohra pro AtariST Ballerburg - autorův popis poskytnutí podpory od uživatelů), upozornění na novější verze a podobně.

Jako příklad charitativního donationware lze uvést editor vim (licence vim).